# Plac Grunwaldzki w Żywcu
Plac Grunwaldzki – plac w Żywcu, w dzielnicy Śródmieście. Znajduje się na skrzyżowaniu ulic Kościuszki, Handlowej, Podwale i Alei Legionów.
Plac istniejący pomiędzy ulicami Kościuszki, Handlową i Podwale uchwałą Miejskiej Rady Narodowej w Żywcu w latach 70. XX wieku został nazwany Placem Grunwaldzkim.
Dokumentacja techniczna dotycząca przebudowy rejonu skrzyżowania ulic Kościuszki i Handlowej powstała w 1998. 1 marca 2005 przez Radę Miejską została podjęta uchwała w sprawie przekazania trzech należących do miasta działek w obrębie placu w celu budowy na ich obszarze ronda zlokalizowanego na skrzyżowaniu ulic Kościuszki i Handlowej, a następnie przekazaniu terenu na rzecz odpowiedniego zarządcy drogi. Na zjeździe z ronda przy ul. Podwale powstała zatoczka z przystankiem autobusowym, który obsługuje kursy w kierunku Jeleśni. Przy rondzie utworzony został niewielki skwer oraz parking.
Na placu zlokalizowany został Pomnik Grunwaldzki, gdzie zamontowana została rzeźba orła, będąca kopią elementu pomnika z 1910 istniejącego do 1939 w podobnej lokalizacji, odlaną w latach 80. XX wieku i umieszczoną tymczasowo przed portiernią Fabryki „Ponar” przy ul. Jagiellońskiej. Odbudowany pomnik został odsłonięty 11 listopada 2005.
Na mocy uchwały Rady Miejskiej z 27 września 2018 rondo przy Placu Grunwaldzkim otrzymało imię Rodziny Żywieckich Habsburgów.